# Siron Krueng
Siron Krueng is een bestuurslaag in het regentschap Aceh Besar van de provincie Atjeh, Indonesië. Siron Krueng telt 150 inwoners (volkstelling 2010).